# Нимаха (Небраска)
Нимаха (енгл. Nemaha) град је у америчкој савезној држави Небраска.

## Демографија
По попису из 2010. године број становника је 149, што је 29 (-16,3%) становника мање него 2000. године.
| Група             | 2000.       | 2010.       |
| Белци             | 175 (98,3%) | 148 (99,3%) |
| Афроамериканци    | 0 (0,0%)    | 1 (0,7%)    |
| Азијати           | 2 (1,1%)    | 0 (0,0%)    |
| Хиспаноамериканци | 1 (0,6%)    | 0 (0,0%)    |
| Укупно            | 178         | 149         |